# Sidamukti (Adimulyo)
Sidamukti is een bestuurslaag in het regentschap Kebumen van de provincie Midden-Java, Indonesië. Sidamukti telt 2416 inwoners (volkstelling 2010).